# Królewięta
Królewięta:
- dawniej dzieci, potomstwo króla;
- „królewięta kresowi” – w publikacjach historycznych (zwłaszcza popularnonaukowych[1]) określenie polskich magnatów pochodzenia ruskiego, litewskiego i polskiego posiadających rozległe majątki (latyfundia) na kresach wschodnich dawnej Rzeczypospolitej, mający nieograniczoną władzę, własne wojska, często prowadzący własną politykę zagraniczną[2], a także nierzadko skoligaceni z rodami panującymi (Ostrogscy, Wiśniowieccy, Koniecpolscy, Potoccy, Mniszchowie, Pacowie i in. – oligarchia magnacka, polskie rody książęce);
- potoczne i publicystyczne określenie wszelkiego rodzaju oligarchów lub osób działających w sposób oligarchiczny, zwłaszcza w kręgach władzy czy elit politycznych („królewięta z Samoobrony”, „czerwone królewięta”).